# Bourgneuf (Savoie)
Bourgneuf ist eine französische Gemeinde mit 667 Einwohnern (Stand: 1. Januar 2022) innerhalb des Arrondissements Chambéry im Département Savoie in der Region Auvergne-Rhône-Alpes. Die Gemeinde gehört zum Kanton Saint-Pierre-d’Albigny (bis 2015: Kanton Chamoux-sur-Gelon). 

## Geographie
Bourgneuf liegt etwa 22 Kilometer ostsüdöstlich von Chambéry. Umgeben wird Bourgneuf von den Nachbargemeinden Chamousset im Norden und Nordwesten, Aiton im Norden, Bonvillaret im Osten und Nordosten, Randens im Osten und Südosten, Aiguebelle im Südosten, Montgilbert und Chamoux-sur-Gelon im Süden sowie Châteauneuf im Westen.

## Bevölkerungsentwicklung
| Jahr                       | 1962 | 1968 | 1975 | 1982 | 1990 | 1999 | 2006 | 2013 |
| -------------------------- | ---- | ---- | ---- | ---- | ---- | ---- | ---- | ---- |
| Einwohner                  | 315  | 307  | 307  | 319  | 304  | 400  | 573  | 686  |
| Quellen: Cassini und INSEE |      |      |      |      |      |      |      |      |

## Sehenswürdigkeiten
- katholische Kirche
- protestantische Kirche